# Trattamento termico

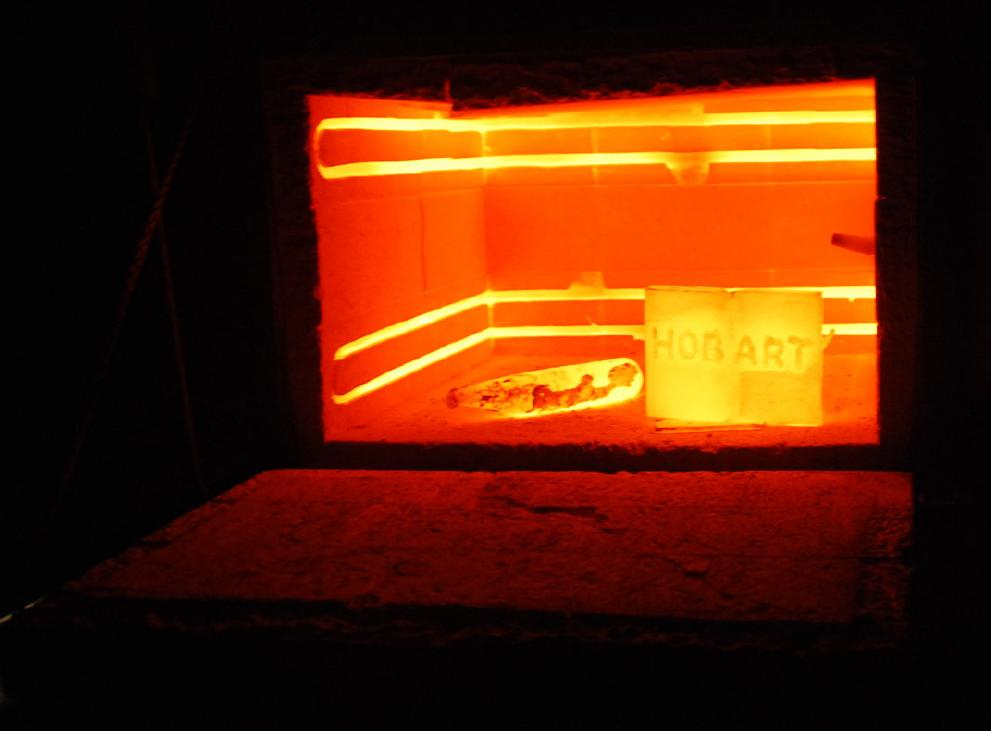
Un forno utilizzato per lo svolgimento di trattamenti termici

Per trattamento termico si intende il ciclo termico effettuato in predeterminate condizioni e temperature a cui devono seguire raffreddamenti, più o meno lenti, con lo scopo di fare assumere ad un metallo o ad una lega metallica (solitamente acciaio) quelle strutture cristalline che gli conferiscono determinate caratteristiche meccaniche e/o tecnologiche.
Per comprendere l'effetto dei trattamenti termici sulla struttura di una lega metallica, è necessario conoscere il diagramma di stato della lega stessa. Tale conoscenza non è tuttavia sufficiente, infatti i diagrammi di stato definiscono le strutture di equilibrio di un metallo o una lega ad una determinata temperatura. Le relative curve sono quindi ricavate applicando riscaldamenti e raffreddamenti molto lenti (tali da consentire il raggiungimento dell'equilibrio ad ogni temperatura).
Per questo motivo, un importante ruolo è svolto dalla velocità di raffreddamento o di riscaldamento della trasformazione. Tale velocità non solo influisce sulle temperature di transizione (che in genere saranno diverse da quelle ricavate dai diagrammi di stato), ma anche sulla natura stessa della struttura ottenuta, con la possibilità di ottenere costituenti metastabili (quali ad esempio la martensite negli acciai) assenti nel diagramma di stato.

## Tipi di trattamenti termici
Ecco un elenco dei principali trattamenti termici a cui può essere sottoposto un metallo o una lega:
- Ricottura:
  - Ricottura completa;
  - Ricottura di lavorabilità;
  - Ricottura di globulizzazione;
  - Ricottura di ricristallizzazione;
  - Ricottura isotermica:
- Normalizzazione;
- Tempra:
  - Tempra diretta;
  - Tempra interrotta;
  - Tempra scalare martensitica;
  - Tempra isoterma bainitica;
- Rinvenimento;
- Distensione;
- Bonifica:
  - Bonifica isotermica;
- Solubilizzazione.

## Trattamenti termici degli acciai

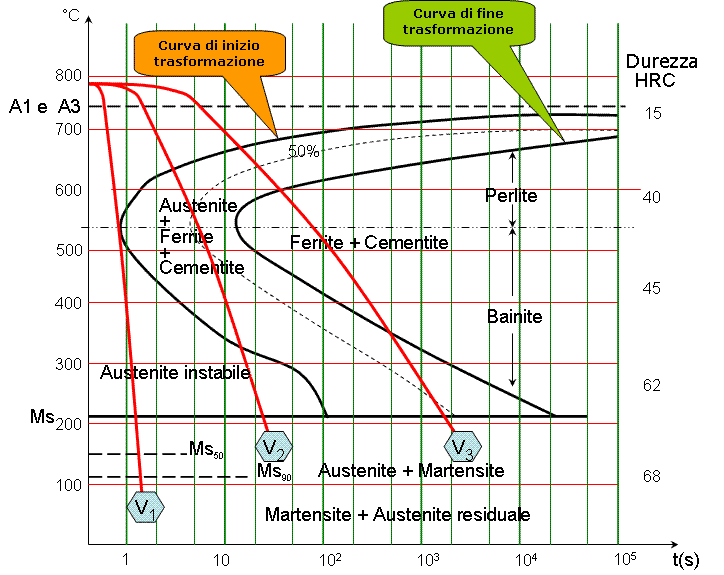
Diagramma delle trasformazioni tempo-temperatura dell'acciaio

I trattamenti termici degli acciai possono essere suddivisi in due grosse categorie a seconda che si abbia transizione di fase o meno:
- trattamenti termici con transizioni di fase: sono trattamenti in cui si opera al di sopra della temperatura eutettoidica; tra questi si annoverano: ricottura (semplice o isoterma), normalizzazione, tempra, martempering, tempra bainitica e austempering;
- trattamenti termici senza transizioni di fase: sono trattamenti in cui si opera al di sotto della temperatura eutettoidica; tra questi si annoverano: ricottura di addolcimento, rinvenimento e distensione.

### Ricottura
Processo utile ad annullare gli effetti di qualsiasi trattamento effettuato in precedenza, con l'eliminazione nell'ordine di
1. tensioni residue e incrudimento
2. alterazioni della microstruttura
3. segregazioni

#### Ricottura di addolcimento
Un materiale è dolce se si adatta bene alla trasformazione a cui è sottoposto, ovvero se ha durezza bassa e alti allungamenti. Al termine dell'incrudimento (dovuto a deformazione plastica a freddo) il materiale è molto duro, quindi si effettua un riscaldamento per migliorare le proprietà meccaniche. Si tratta di uno dei trattamenti più diffusi in quanto la deformazione plastica a freddo è una delle lavorazioni più diffuse.

Si hanno processi di recupero e ricristallizzazione che eliminano tutte le dislocazioni prodotte dall'incrudimento. Come conseguenze si ha un netto incremento dell'allungamento e una generazione di orientazioni preferenziali nei grani.

#### Ricottura di coalescenza
Detta anche globulizzazione o sferoidizzazione, è un processo che ha come obiettivo l'ottenimento di cementite sferoidale, operando a temperature prossime ad A1.

Da un punto di vista meccanico si ottiene un materiale simile alle ghise sferoidali: si impedisce il moto delle cricche in quanto si riduce sensibilmente l'angolo di partenza della cricca. Permette di associare alti allungamenti con buone resistenze, senza che il materiale sia eccessivamente fragile.

Viene utilizzata, ad esempio, per la realizzazione delle cerniere degli armadi.

#### Normalizzazione
È un particolare tipo di ricottura, eseguito a 70 °C sopra Ac3, con il quale si ottiene un'affinazione della grana cristallina, per migliorare le caratteristiche meccaniche finali di un pezzo.

Il riscaldamento avviene in campo austenitico ed è seguito da un raffreddamento in aria calma.

### Tempra
Si porta l'acciaio ad una temperatura di 50 °C superiore ad Ac3 (temperatura alla quale avviene la completa trasformazione in austenite), poi si raffredda rapidamente per ottenere martensite.

### Rinvenimento
È un trattamento termico consistente in un riscaldamento seguito da raffreddamento a velocità controllata, cui possono venire sottoposti acciai e leghe leggere per ridurre la fragilità indotta dalla tempra, a scapito però di parte della durezza. Il rinvenimento è suddiviso in diversi stadi a seconda della temperatura alla quale è portato l'acciaio, e all'aumentare di questa si ottiene una struttura con proprietà meccaniche sempre migliori (a parte la citata diminuzione della durezza). Di solito il trattamento di rinvenimento viene effettuato subito dopo la tempra.

Il trattamento di tempra più rinvenimento al 4º stadio prende il nome di "bonifica".

Si applica a materiali martensitici e porta alla formazione di bainite. Si passa da una struttura bct ad una ferrite cubica e cementite.

#### Distensione
È un riscaldamento a 150-180 °C che provoca una riduzione delle tensioni residue, senza diminuire troppo la durezza. In pratica è un particolare tipo di rinvenimento.

#### Bonifica
Viene eseguita su acciai a medio contenuto di carbonio (C) per eliminare le caratteristiche negative degli acciai semplicemente temprati, vale a dire l'eccessiva fragilità e la presenza di austenite residua. Consiste in una tempra con successivo rinvenimento al 4º stadio, cioè portando l'acciaio a 600-650 °C.
È possibile ottenere la struttura nota come sorbite da rinvenimento, che presenta il miglior compromesso fra caratteristiche meccaniche e resistenza agli urti.

In genere si usano acciai con un tenore di carbonio compreso fra lo 0,25% e lo 0,6%, con percentuali variabili di elementi leganti come nichel, cromo, molibdeno e più raramente vanadio.